# Mario Hernán Videla (Hijo)
Mario Hernán «Pancita» Videla (Mendoza, 28 de enero de 1962) es un exfutbolista argentino que se desempeñó en la posición de mediocampista. Jugó en varios clubes, destacándose en Argentinos Juniors donde ganó la Copa Libertadores 1985.

## Legado deportivo
Su padre Mario Hernán «Panza» Videla nació en 1939, también fue futbolista profesional. Recordado por su paso en Gimnasia y Esgrima (M) donde jugó en la posición de defensor central.

## Trayectoria
Se inició en Gimnasia y Esgrima (M) donde ganó una Liga Mendocina de Fútbol en 1981.
En 1982 pasó a formar parte de la primera de Argentinos Juniors donde fue campeón del Torneo Metropolitano 1984, del Torneo Nacional 1985 y la Copa Libertadores de América también de la edición 1985. Con el «Bicho» disputó 185 partidos y convirtió 28 goles.
A mediados de 1987 ficha con Millonarios de Bogotá siendo su primera experiencia internacional. Allí compartió plantel con jugadores mundialistas como: Barrabas Gómez, Gambeta Estrada, Arnoldo Iguarán, Rubén Darío Hernández y Sergio Goycochea; Además de otros destacados como Nilton Bernal, Pocillo Díaz, Alberto Gamero, Ruben Cousillas, Pájaro Juárez y Mario Vanemerack. Con el equipo 'embajador' se consagra campeón en dos oportunidades 1987 y 1988. Pese a tener notables presentaciones "El Panza" es separado rotundamente del plantel por el entrenador de la época (Chiqui García) al comentarle que no le gustaba la forma en la que dirigía, siendo esto interpretado como una falta grave.
A su regreso a la Argentina pasaría con aceptables presentaciones por Racing Club, Newell's Old Boys y San Lorenzo de Almagro.
En 1991 fichó en el Hamilton Steelers de Canadá, con el que alcanzó unos cuartos de final y una semifinal en sus dos temporadas.
En la temporada 1993-94 refuerza al Deportivo Laferrere juntó con Marcelo Trobbiani. Disputaría 23 partidos anotando 8 goles.
Dos años más tarde (1996) recala en el fútbol peruano jugando para el Melgar durante un semestre para luego retirarse del profesionalismo.

## Clubes
| Club                   | País          | Año           | Partidos    | Goles       |
| ---------------------- | ------------- | ------------- | ----------- | ----------- |
| Gimnasia y Esgrima (M) | Argentina     | 1981-1982     | 26          | 9           |
| Argentinos Juniors     | Argentina     | 1982-1987     | 185         | 28          |
| Millonarios            | Colombia      | 1987-1988     | 46          | 8           |
| Racing Club            | Argentina     | 1988-1989     | 34          | 3           |
| Newell's Old Boys      | Argentina     | 1989-1990     | 29          | 3           |
| San Lorenzo            | Argentina     | 1990          | 10          | 2           |
| Hamilton Steelers      | Canadá        | 1991-1992     | Desconocido | Desconocido |
| Deportivo Laferrere    | Argentina     | 1993-1994     | 23          | 8           |
| FBC Melgar             | Perú          | 1995          | Desconocido | Desconocido |
| Total carrera          | Total carrera | Total carrera | 353         | 61          |

## Palmarés

### Campeonatos regionales
| Título                   | Club                   | País      | Año  |
| ------------------------ | ---------------------- | --------- | ---- |
| Liga Mendocina de Fútbol | Gimnasia y Esgrima (M) | Argentina | 1981 |

### Campeonatos nacionales
| Título           | Club               | País      | Año    |
| ---------------- | ------------------ | --------- | ------ |
| Primera División | Argentinos Juniors | Argentina | M-1984 |
| Primera División | Argentinos Juniors | Argentina | N-1985 |
| Primera A        | Millonarios        | Colombia  | 1987   |
| Primera A        | Millonarios        | Colombia  | 1988   |

### Campeonatos internacionales
| Título                       | Club               | Sede          | Año  |
| ---------------------------- | ------------------ | ------------- | ---- |
| Copa Libertadores de América | Argentinos Juniors | Asunción      | 1985 |
| Copa Interamericana          | Argentinos Juniors | Puerto España | 1986 |